# Christiaan Hendrik Trotz

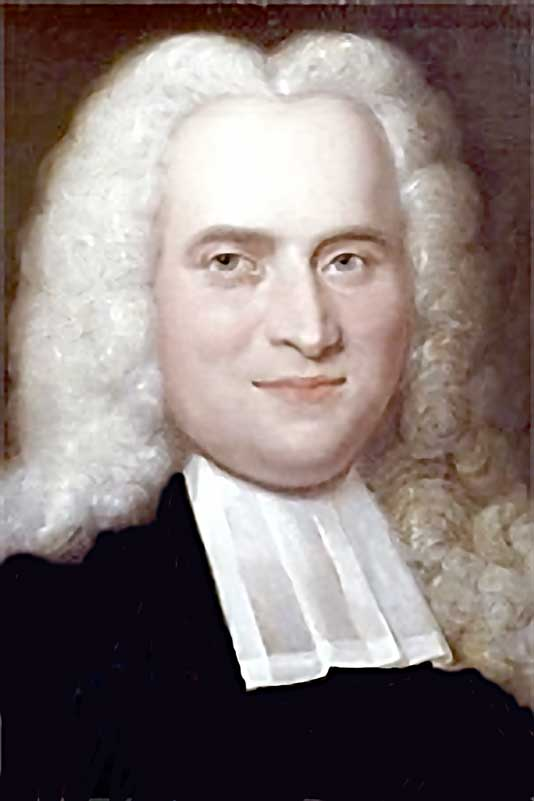
Christiaan Hendrik Trotz

Christiaan Hendrik Trotz (auch: Christian Heinrich Trotz; * September 1703 in Kolberg; † 17. Juni 1773 in Utrecht) war ein deutsch-niederländischer Rechtsgelehrter.

## Leben
Der Sohn des Sekretärs des Salzwesens Johann Trotz hatte eine schulische Bildung in Königsberg und am Gymnasium in Danzig erfahren. Am 27. Februar 1722 immatrikulierte er sich als Student der Rechte an der Universität Halle, wo Justus Henning Böhmer, Johann Peter von Ludewig, Nikolaus Hieronymus Gundling, Simon Peter Gasser, Ludwig Philipp Thümming (1697–1728) und Christian Wolf seine prägenden Lehrer wurden. Nach weiteren Studien an der Universität Leipzig und der Universität Marburg immatrikulierte er sich unter dem 1729 geführten Rektorat von Pieter van Musschenbroek an der Universität Utrecht. Unter Karl Andreas Duker und Arnold Drakenborch setzte er seine Literaturstudien und unter Cornelis van Eck und Everard Otto seine juristischen Studien fort. Am 8. Juni 1730 promovierte er unter Otto mit der juristischen Abhandlung de termino moto zum Doktor der Rechte.
Danach wirkte er als Dozent in Utrecht, verfasste in jener Zeit einige juristische Werke und trat von der evangelisch-lutherischen Kirche zur evangelisch-reformierten Kirche über, um sich einen Weg zu einem niederländischen Lehrstuhl zu bahnen. Nachdem man ihn 1736 bereits für eine Professur an der Universität Harderwijk berücksichtigt hatte, erhielt Trotz am 17. Juni 1741 eine Berufung als Professor für Zivilrecht an die Universität Franeker, welche Tätigkeit er am 9. Oktober desselben Jahres mit der Rede de libertate sentiendi dicendique Ictis propria (Franeker 1741) antrat. In seiner Ausbildung bezog er Vorlesungen zum privaten und öffentlichen Recht mit ein. Mit Vorliebe behandelte er das niederländische Recht und erwarb sich an deren Entwicklung einige Verdienste. Daher übertrugen ihm die Franeker Kuratoren am 18. März 1743 die Professur des niederländischen Staatsrechts.
So hatten auch später bedeutende Juristen wie Simon Binckes (1731–1786), Henricus Johannes Arntzenius (1734–1794) und Peter Bondam (1727–1800) seine Schule durchlaufen. Nachdem man ihm 1751 das Rektorat der Franeker Hochschule übertragen hatte, legte er dieses am 2. Oktober 1752 mit der Rede de immortalitate legum instauratoris Wilhelmi I V (Franeker 1752) nieder. Am 9. Dezember 1754 beriefen ihn die Kuratoren der Utrechter Hochschule zum Professor des belgischen Zivilrechts und des öffentlichen Rechts, welche Stelle er am 22. April 1755 übernahm und dazu am 2. Juni desselben Jahres die Abhandlung De jure publico Belgici folgen ließ. Zudem übertrug man ihn am 16. August 1756 die Professur für Lehnrecht. In dieser Eigenschaft übertrug man ihm 1757/58 auch das Rektorat der Utrechter Alma Mater, welches er mit der Rede pro feudis patriis praecipue ad exemplum Zutphaniensium fundatis (Utrecht 1758) niederlegte.
Trotz befasste sich als erster Rechtswissenschaftler ausführlich mit dem niederländischen Staatsrecht und den verschiedenen Verträgen, die der späteren Verfassung der Niederlande vorangingen.

## Werke
- Tractatus Juris de Memoria propagate. Utrecht 1734
- Jacobi Gothofredi opera Juridica minora cum Praefatione. Leiden 1733
- Christfridi Waechtleri opuscula Juridico-Philologica rariora cum Praef. Utrecht, 1733
- Herm. Hugo de prima scribendi origine. Cui notas, opusculum de scribis, apologiam pro Waechtlero, Praefationem et Indicem adjecit. Utrecht 1738
- Edmundi Merillii in IV libros Institutionum Imperialium Commentarii principales, et earundum Institutionum synopsis cum Praef. Utrecht 1739
- Guil. Marani Opera omnia cum Praef. Utrecht 1741
- Theses Juris publici ad Leges Foederati Belgii fundamentales. 1745, 1746.
- Jus Agrarium Foederati Belgii. Franeker, 1751, 1752
- Jus Agrarium Romanum. Franeker 1753
- Orationes Inaugurales. Franeker 1741, Utrecht 1755,
- Orationes Rectorales de immortalitate Legum Instauratoris Guilielmi IV. 1752
- Oratio Funebris, in memoriam Cl. Dominici Balck, Jurispr. Professoris. Franeker, 1750
- Sib. Theot. Siccamae, ad antiquas Frisiorum Leges Liber cum amplissimis Notes.
- Commentarii ad Privilegium magnum Mariae.
- Intreereden over de vrijheit van gevoelen en spreken der Rechtsgeleerden eigen. Utrecht, 1745
- Verklaring van de Grondwetten der vereenigde Nederlanden. Amsterdam und Harlingen, 1778